# James M. Goodwin
James M. Goodwin, ameriški častnik in poslovnež, * 16. oktober 1918, † 7. januar 1999.

## Življenje
Med drugo svetovno vojno je bil kot pripadnik ameriške Office of Strategic Services (Pisarna za strateške službe), predhodnice današnje Cie, poslan v Kraljevino Jugoslavijo, kjer je deloval dve leti kot član zavezniške misije pri partizanih; deloval je na področju Slovenije in Hrvaške. Njegove dogodivščine v Jugoslaviji so že med vojno upodobili v obliki stripa Goodwin's Guerrillas (Goodwinovi gverilci) v reviji Life in že leta 1944 o njem objavili članek. 
Deloval je še med korejsko vojno kot pripadnik 82. in 101. zračnoprevozne divizije. Pozneje je bil eden izmed ustanovnih častnikov Specialnih sil Kopenske vojske ZDA (bolje znane kot Zelene baretke). Upokojil se je leta 1962.
Umrl je leta 1998 in bil pokopan na Nacionalnem pokopališču Arlington.

## Odlikovanja
Med drugim je prejel ameriško škrlatno srce in legijo za zasluge ter britanski Vojaški križec.
Leta 1995 ga je predsednik Slovenije Milan Kučan odlikoval s zlatim častnim znakom svobode ob 50 letnici zmage nad nacifašizmom za zasluge in dejanja v dobro slovenskemu narodu sredi najtežjih časov med drugo svetovno vojno ter za krepitev prijateljstva med Slovenijo in matično državo.